# Sinopotamon unaequum
Sinopotamon unaequum is een krabbensoort uit de familie van de Potamidae. De wetenschappelijke naam van de soort is voor het eerst geldig gepubliceerd in 1991 door Dai & Jiang.